# M107 (САУ)
M107 (англ. 175mm Self-Propelled Gun M107) — американская самоходная артиллерийская установка (САУ) калибра 175 мм 1960-х годов. Была разработана фирмой Pacific Car & Foundry в 1956—1961 годах по заказу Армии США на создание семейства авиадесантной самоходной артиллерии и связанных машин технического обслуживания, в которое входит также САУ M110, отличающаяся от M107 лишь качающейся частью орудия. Для своего времени M107 являлась одной из мощнейших самоходных серийных артиллерийских систем в мире.
M107 поступала на вооружение корпусной артиллерии Армии и Корпуса морской пехоты США и активно применялась ими во Вьетнамской войне. Из-за нестандартного калибра и ограниченного ассортимента боеприпасов M107 с принятием на вооружение улучшенной модификации гаубицы M110A2, дальность стрельбы которой с использованием активно-реактивных снарядов стала сравнима с M107, в 1978 году было принято решение о снятии последней с вооружения, и к 1981 году все M107 вооружённых сил США были переоборудованы в M110A2. M107 также активно поставлялась на экспорт, состояла на вооружении по меньшей мере десятка других стран и использовалась Израилем в Войне на истощение и Войне Судного дня. По состоянию на 2010 год, M107 всё ещё остаётся на вооружении ряда стран.

## История создания и производства
К середине 1950-х годов основным вооружением тяжёлой самоходной артиллерии Армии и Корпуса морской пехоты США являлись САУ M53 и M55, вооружённые, соответственно, 155-мм пушкой и 203-мм гаубицей и использовавшие унифицированное шасси, созданное на основе агрегатов среднего танка. M53 и M55 имели перспективную башенную компоновку, хотя и с ограниченными углами горизонтального наведения, и полное бронирование, однако их надёжность оказалась недостаточной, а масса, составлявшая 44,5 тонны, серьёзно ограничивала их стратегическую и оперативно-тактическую мобильность. В это же время на основе опыта Корейской войны вооружёнными силами было выдвинуто требование по обеспечению более быстрой переброски войск за океан, для чего наиболее перспективной представлялась транспортная авиация.
На конференции Questionmark IV, проведённой в августе 1955 года, высокий приоритет был отведён разработке различных видов авиатранспортабельной техники, в том числе и САУ. По итогам этой конференции, в январе 1956 года Артиллерийско-технической службой Армии США была начата выработка тактико-технических требований для программы авиатранспортабельной тяжёлой артиллерии и в сентябре того же года было одобрен проект фирмы Pacific Car & Foundry, которой был выдан контракт на разработку семейства САУ на общей базе и постройку шести их прототипов, в том числе двух со 175-мм пушкой, получивших обозначение T235 (англ. 175mm Self-Propelled Gun T235). Три других прототипа были вооружены 203-мм гаубицей, принятой в дальнейшем на вооружение как M110, а четвёртый, на вооружение не принятый — 155-мм пушкой.
Первая военная часть, оснащённая САУ M107, — 2-й артиллерийский батальон (дивизион) 32-го артиллерийского полка, — была организована в сентябре 1963 года в Форт-Силл, штат Оклахома. Батальон получил 12 самоходок и приступил к подготовке личного состава. Это была первая военная часть дальнобойной самоходной ствольной артиллерии в Армии США.

## Конструкция
M107 имеет классическую переднемоторную компоновку, с размещением трансмиссионного отделения в лобовой оконечности корпуса, моторного отделения и отделения управления в лобовой части корпуса за ним, справа и слева, соответственно; открытое боевое отделение занимает кормовую часть корпуса. Экипаж САУ состоит из тринадцати человек: командира, механика-водителя, трёх наводчиков и восьми заряжающих. Помимо механика-водителя, в САУ предусмотрены места только для четырёх членов экипажа: двух наводчиков и заряжающих, размещающиеся по бортам боевого отделения; остальные члены экипажа перевозятся на марше машиной сопровождения, хотя размер САУ позволяет при крайней необходимости разместить в ней всех членов экипажа.

### Броневой корпус и башня
Корпус сварен из броневых листов различной толщины и разделён перегородками на боевое отделение (в кормовой части), отделение управления и силовое отделение (в носовой части корпуса). На крыше передней части корпуса расположены башенка механика-водителя с люком и перископами и съёмные крышки для доступа к силовому отделению, аккумуляторным батареям и воздухофильтрам. Топливный бак находится в кормовой части корпуса.
Также в кормовой части корпуса находятся два сошника с гидравлическим приводом, устанавливаемые на грунт при стрельбе.

### Вооружение

#### Основное вооружение
Основное вооружение M107 составляет 175-мм нарезная пушка M113 (англ. 175mm Gun M113). Длина ствола орудия составляет 60 калибров / 10 500 мм, в том числе нарезной части, имеющей 48 нарезов постоянной крутизны, с одним оборотом на 20 калибров — 8870 мм. Полная длина качающейся части орудия составляет 10 871 мм, масса — 6260 кг. Длина каморы составляет 1328 мм, объём — 47 490 см³. Затвор орудия — ручной, секторный поршневой, системы Велина. Для скорострельности M113 в различных источниках приводятся данные от 1,5 до 2 выстрелов в минуту, могущие также относиться к различной продолжительности стрельбы. Противооткатные устройства орудия — гидропневматические, нормальная длина отката составляет от 711 до 1778 мм.
Средства наведения орудия включают телескопический оптический прицел M116C, артиллерийскую панораму M115 (англ. Panoramic Telescope M115) и артиллерийские квадранты M15 (англ. Elevation Quadrant M15) и M1A1 (англ. Gunner's Quadrant M1A1).
Пушка размещается в универсальной установке M158, в которой она свободно взаимозаменяема с 203-мм гаубицей M2A2. Установка обеспечивает углы наведения от −2 до +65° в вертикальной и ±30° в горизонтальной плоскости. Наведение орудия осуществляется при помощи гидравлического или дублирующего ручного привода, максимальная скорость наведения при использовании гидравлического привода составляет 6 градусов в секунду в вертикальной и 8 — в горизонтальной плоскости. Заряжание орудия частично механизировано: гидравлический механизм поднимает компоненты выстрела с земли, выводит их на линию заряжания и производит досылание. Возимый боекомплект САУ состоит лишь из двух выстрелов, остальные боеприпасы перевозятся машинами сопровождения.

#### Боеприпасы и баллистика
M113 имеет раздельное картузное заряжание. Единственным видом 175-мм боеприпаса является осколочно-фугасный снаряд M437 (англ. Projectile, 175mm, HE, M437) в вариантах M437A1 и M437A2, имеющий в последнем варианте массу 66,81 кг. Снаряд комплектуется взрывателями типов P.D. M572, M739, MTSQ M582 или Proximity M728 и M732, а его варианты различаются лишь зарядом: M437A1 снаряжается 13,61 кг тротила, а M437A2 — 14,07 кг состава «Composition B», состоящего из 59,5 % гексогена, 39,5 % тротила и 1 % флегматизатора в виде парафина; вспомогательный заряд обоих вариантов состоял из 136 г тротила.
Для стрельбы этим снарядом применяется метательный заряд M86 (англ. Charge, Propelling, 175mm, M86) в вариантах M86, M86A1 и M86A2, состоящий из трёх зарядов, содержащих 24,95 кг пороха M6. Модификации M86 различаются лишь конструкцией запальных трубок, некоторые партии зарядов содержат также пламегаситель M5 (англ. Flash Reducer M5) для уменьшения вспышки выстрела при стрельбе зарядом № 3, содержащий 454 г сульфата калия. В 1970 году на вооружение был принят упрощённый метательный заряд M124 (англ. Charge, Propelling, 175mm, M124), соответствующий заряду M86 № 1 и состоящий из одного заряда в 7,71 кг.
| Таблица стрельбы пушки M113 |                  |                       |                           |                                  |
| Заряд                       | Масса заряда, кг | Дульная скорость, м/с | Максимальная дальность, м | Давление в канале ствола, кг/см² |
| № 1                         |                  | 511                   | 15 100                    | 710                              |
| № 2                         |                  | 704                   | 22 100                    | 1420                             |
| № 3                         | 24,95            | 914                   | 32 700                    | 3213                             |

#### Дополнительное вооружение
Для самообороны экипажа, САУ комплектуется 11,43-мм пистолетом-пулемётом M3A1 со 180 патронами к нему в 6 магазинах, четырьмя 7,62-мм автоматическими винтовками M14 с 720 патронами к ним в 26 магазинах, а также 8 ручными гранатами.

### Средства наблюдения и связи
Механик-водитель M107 на марше ведёт наблюдение через свой люк, а при необходимости может держать люк закрытым и использовать три призменных перископических смотровых прибора M17, обеспечивающих обзор лобового сектора; для вождения машины ночью используется прибор (перископ) ночного видения.
Специальных средств наблюдения для других членов экипажа открытая САУ не имеет.
Средства внутренней связи состоят из танкового переговорного устройства AN/UIC-1 на трёх абонентов, возимые средства внешней связи отсутствуют.

### Ходовая часть
175-мм самоходное орудие M107 создано на базе универсального гусеничного шасси T249.
Ходовая часть состоит из пяти пар опорных катков, ведущих колёс переднего расположения, торсионной подвески с гидравлическими амортизаторами для каждого катка и резинометаллических гусениц со съёмными резиновыми башмаками. Направляющие колёса выполнены несущими.

## На вооружении

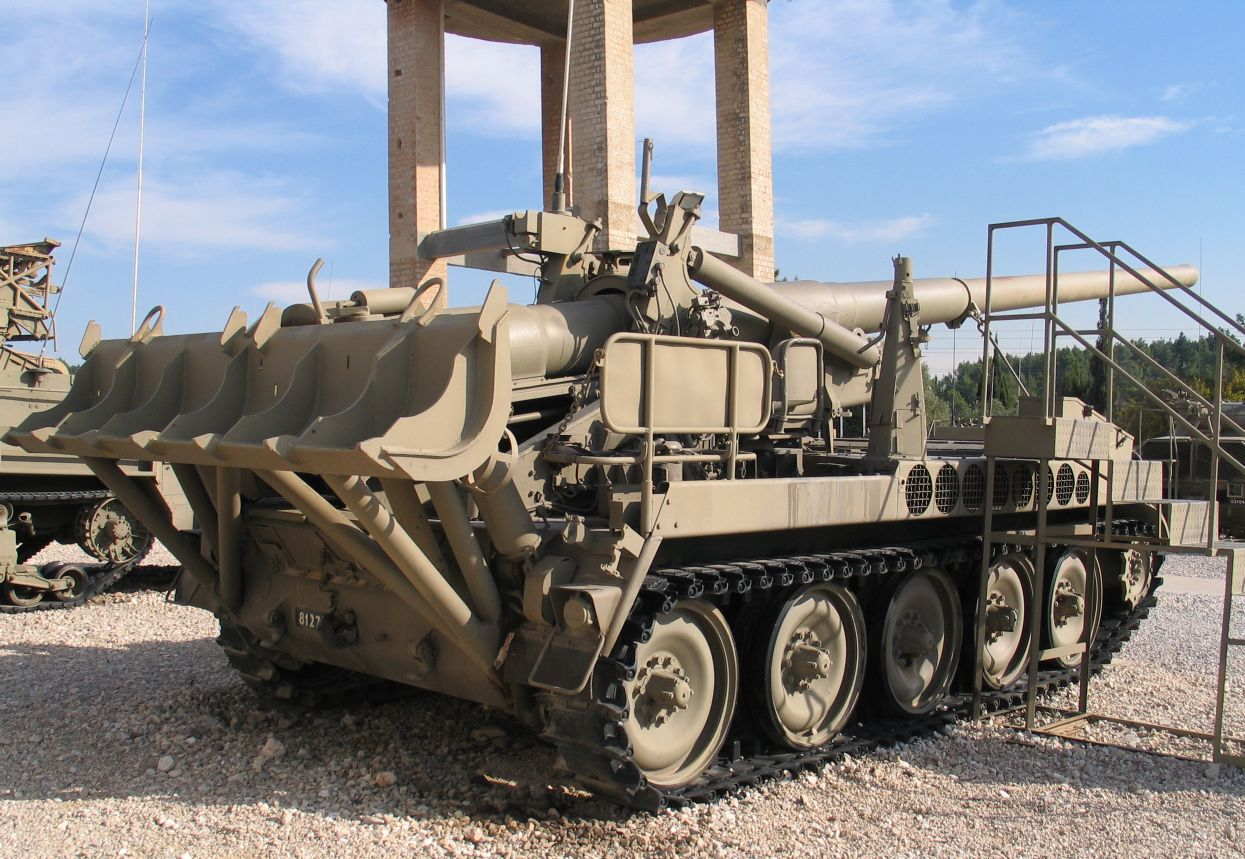
Израильская САУ M107.

- США — сняты с вооружения и переоборудованы в M110A2 к 1981 году[12]
- Великобритания — 36 САУ[13], сняты с вооружения[14]
- Вьетнам — после окончания боевых действий в 1975 году, по американским оценкам, трофеями стали 80 шт. 175-мм М-107 южновьетнамской армии[15]; в 2010 году некоторое количество оставалось на вооружении[16]
- Южный Вьетнам — 174 САУ, оставшиеся к концу войны захвачены ДРВ[13]
- Греция — 12 САУ[13], сняты с вооружения[17]
- ФРГ — 150 САУ[13], сняты с вооружения[18]
- Израиль — 210 САУ поставлено из США[13], по состоянию на 2016 год остаётся 36 САУ[19]
- Иран — 40 САУ[13], из них по состоянию на 2010 год остаётся 30[20]
- Испания — 12 САУ[13], сняты с вооружения[21]
- Италия — 18 САУ[13], сняты с вооружения[22]
- Республика Корея — 24 САУ на вооружении и ещё 76 САУ на хранении[13], по состоянию на 2016год [23]
- Нидерланды — 24 САУ[13], сняты с вооружения[24]
- Турция — 36 САУ[13], по состоянию на 2010 год все остаются на вооружении[25]

## Боевое применение

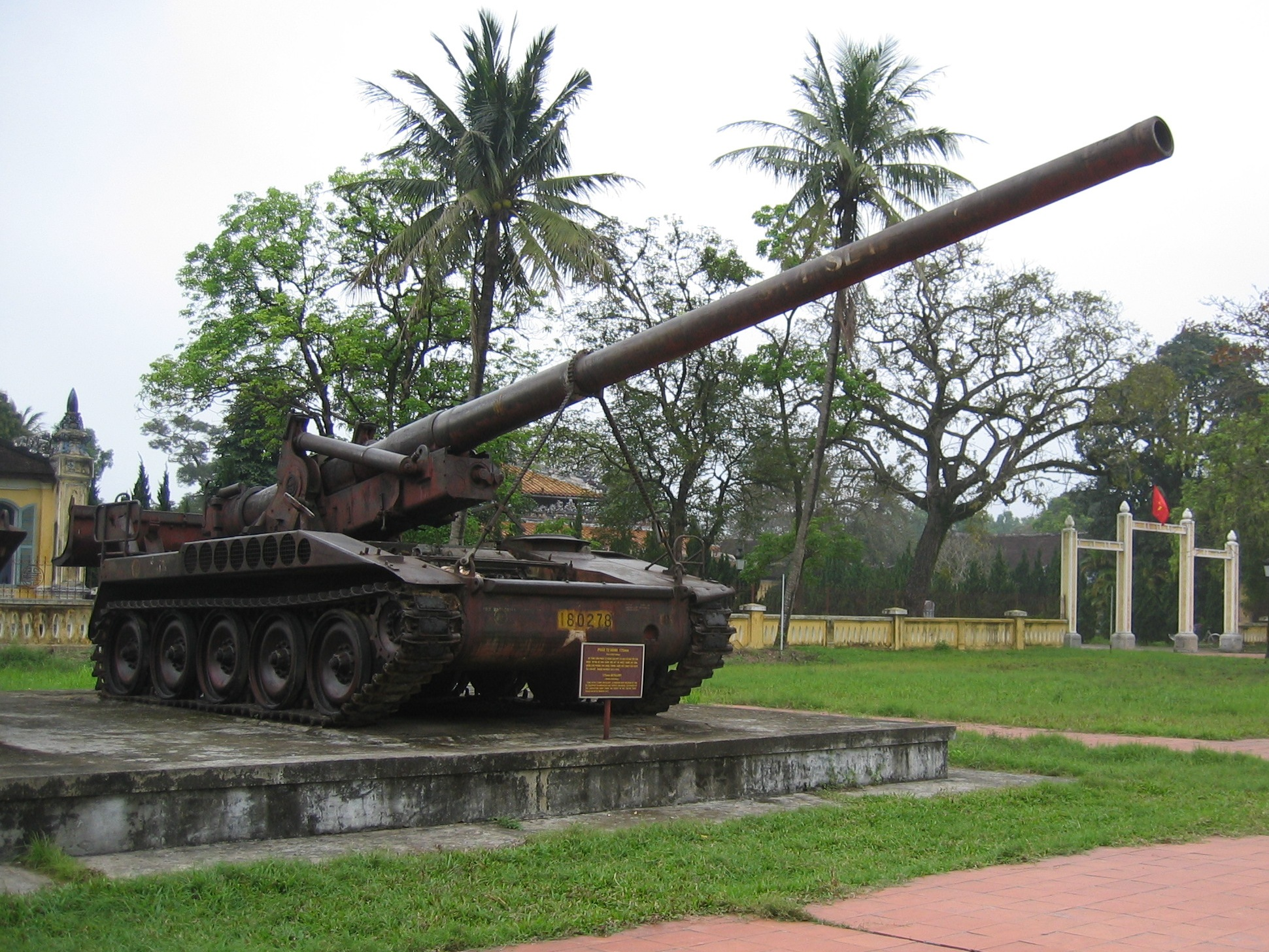
Трофейная американская САУ M107, захваченная северовьетнамской армией

### Война во Вьетнаме
Американские и южновьетнамские САУ M107 принимали участие во Вьетнамской войне. Южный Вьетнам располагал в ходе войны 174 САУ M107, более 90 из них было уничтожено, а остальные 80 были захвачены.
Отмечались случаи артиллерийских дуэлей между 130-мм пушками М-46 северовьетнамцев и САУ M107 южновьетнамцев. В апреле 1972 года во время «пасхального наступления» несколько орудий M107 было потеряно пытаясь остановить артиллерийский обстрел северян, вдобавок командир 56-го пехотного полка Южного Вьетнама без боя сдал в плен северовьетнамцам весь свой полк (около 2000 человек) и 5 артиллерийских батарей, включая 4 самоходки M107.

### Война Судного дня
Четыре батальона израильских САУ принимали участие в Октябрьской войне. Полное количество потерь M107 неизвестно.
В одном из случаев батарея M107 (4 орудия) была уничтожена залпом БМ-21 «Град».
Две батареи M107 были поражены арабской авиацией. В одном случае батарея 329-го батальона из 4 орудий попала под удар иракских истребителей-бомбардировщиков Hunter. В результате чего было уничтожено 3 самоходки и все грузовики снабжения. Несколько САУ было уничтожено сирийскими танками на Голанских высотах.

### Ирано-иракская война
Применялись Ираном. У иранских артиллеристов на начало войны имелось от 60 до 72 орудий M107.
С другой стороны, Ирак в ходе войны почти смог купить такие самоходные орудия. Из-за советского эмбарго на поставку оружия в Ирак в 1981 году иракская армия столкнулась с проблемой нехватки боеприпасов и Саддам Хусейн начал искать альтернативные источники поставок. Так, у США было заказано 100 орудий M107 и 100 тысяч снарядов к ним. После того как 175-мм орудия и боеприпасы были загружены на корабли, США выставили требование прислать им обратно для изучения танк Т-72. Руководство Ирака, опасаясь, что информация о танке может попасть в Иран, который к этому времени не смог захватить ни одного Т-72, и это перевернёт ход боевых действий, вынуждено было отказаться от покупки.
Так как эмбарго было наложено и на Иран, иранцам тоже пришлось искать источники поставки боеприпасов. На контрабандные поставки 175-мм снарядов согласился Израиль, операция получила кодовое обозначение «Seashell». Поставки осуществлялись через ряд подставных фирм, зарегистрированных в Панаме, Перу и Нормандских островах. Одной из фирм, осуществлявших перевозку, была Koffer Holdings Ltd..
Известные потери:
- В октябре 1980 года велись бои за крупный иранский город Хорремшехр, на севере которого располагалась крупная база военной техники, в том числе позиции дальнобойных 175-мм орудий. Наступление на базу вели иракские танки Т-55 26-й танковой бригады[36] совместно со спецназом 31-й бригады. Ночью пехота прорвалась через защитные сооружения и подорвала защитную стену, позволив танкам проникнуть на территорию базы. В результате штурма было захвачено очень большое количество иранской бронетехники, включая орудия M107[37];
- 8 января 1981 года во время операции «Наср» прикрывающая танки батарея САУ M107 была разгромлена авиаударом иракских МиГ-23БН 14-й эскадрильи[38].

К концу войны от 60 изначальных у иранцев осталось 30 САУ M107.

## Сравнительная характеристика
| Полевая артиллерия США периода Холодной войны | Полевая артиллерия США периода Холодной войны | Полевая артиллерия США периода Холодной войны | Полевая артиллерия США периода Холодной войны | Полевая артиллерия США периода Холодной войны | Полевая артиллерия США периода Холодной войны | Полевая артиллерия США периода Холодной войны | Полевая артиллерия США периода Холодной войны | Полевая артиллерия США периода Холодной войны | Полевая артиллерия США периода Холодной войны | Полевая артиллерия США периода Холодной войны | Полевая артиллерия США периода Холодной войны | Полевая артиллерия США периода Холодной войны | Полевая артиллерия США периода Холодной войны | Полевая артиллерия США периода Холодной войны | Полевая артиллерия США периода Холодной войны |
| Модель | Тип                                           | Калибр, мм                                    | Макс. дальность (м)                           | Макс. дальность (м)                           | Метательный заряд                             | Боеприпасы                                    | Боеприпасы                                    | Боеприпасы                                    | Боеприпасы                                    | Боеприпасы                                    | Боеприпасы                                    | Боеприпасы                                    | Боеприпасы                                    | Артиллерийская поддержка                      | Стоимость, долл. США                          |
| Модель | Тип                                           | Калибр, мм                                    | обыкн.                                        | АРС                                           | Метательный заряд                             | ОФ                                            | АРС                                           | ядер.                                         | хим.                                          | касс.                                         | ДМ                                            | ПТ                                            | ПП                                            | Артиллерийская поддержка                      | Стоимость, долл. США                          |
| --- | --------------------------------------------- | --------------------------------------------- | --------------------------------------------- | --------------------------------------------- | --------------------------------------------- | --------------------------------------------- | --------------------------------------------- | --------------------------------------------- | --------------------------------------------- | --------------------------------------------- | --------------------------------------------- | --------------------------------------------- | --------------------------------------------- | --------------------------------------------- | --------------------------------------------- |
| M101A1 | букс.                                         | 105                                           | 11 000                                        | нет                                           | M67                                           | да                                            | да                                            |                                               | да                                            | да                                            |                                               | да                                            | да                                            | непосредственная                              | 57 982                                        |
| M102 | букс.                                         | 105                                           | 11 500                                        | нет                                           | M67                                           | да                                            | да                                            |                                               | да                                            | да                                            |                                               | да                                            | да                                            | непосредственная                              | 56 927                                        |
| M109 | САУ                                           | 155                                           | 14 600                                        | 19 400                                        | M3, M4                                        | да                                            | да                                            | да                                            | да                                            | да                                            | да                                            |                                               |                                               | непосредственная                              | 226 475                                       |
| M109A1 | САУ                                           | 155                                           | 18 000                                        | 24 000                                        | M3, M4, M119, XM164, XM201                    | да                                            | да                                            | да                                            | да                                            | да                                            | да                                            |                                               |                                               | непосредственная                              | 245 000                                       |
| M114A1 | букс.                                         | 155                                           | 14 600                                        | нет                                           | M3, M4                                        | да                                            |                                               | да                                            | да                                            | да                                            |                                               |                                               |                                               | общая                                         | 90 610                                        |
| M198 | букс.                                         | 155                                           | 24 000                                        | 30 000                                        | XM164, XM201, XM203                           | да                                            | да                                            | да                                            | да                                            | да                                            | да                                            |                                               |                                               | общая                                         | 125 828                                       |
| M107 | САУ                                           | 175                                           | 32 600                                        | нет                                           | M86A2                                         | да                                            |                                               |                                               |                                               |                                               |                                               |                                               |                                               | общая                                         | 293 542                                       |
| M110 | САУ                                           | 203                                           | 18 600                                        | 20 800                                        | M1, M2                                        | да                                            | да                                            | да                                            | да                                            | да                                            |                                               |                                               |                                               | общая                                         | 326 500                                       |
| M110E2 | САУ                                           | 203                                           | н/д                                           | н/д                                           | M1, M2, XM188E1                               | да                                            | да                                            | да                                            | да                                            | да                                            |                                               |                                               |                                               | общая                                         | 49 108                                        |
| XM204 | букс.                                         | 105                                           | н/д                                           | н/д                                           | M67, XM200                                    | да                                            | да                                            |                                               | да                                            | да                                            |                                               | да                                            | да                                            | непосредственная                              | н/д                                           |
| Statement of Lt. Gen. John R. Deane, Chief of Research and Development, Department of the Army. / Dept of Defense Appropriations for Fiscal Year 1975. — April 4, 1974. — Pt. 2 — P. 581 — 788 p. Statement of Lt. Gen. Howard H. Cooksey, Acting Deputy Chief of Staff for Research, Development, and Acquisition. / Hearings on S. 920. — February 27, 1975. — Pt. 4 — P. 1897 — 2167 p. |                                               |                                               |                                               |                                               |                                               |                                               |                                               |                                               |                                               |                                               |                                               |                                               |                                               |                                               |                                               |

### Сноски
1. ↑  Соответственно, полная и полезная мощность двигателя.
2. ↑  Соответственно, по полной и полезной мощности двигателя.
3. 1 2  Головной взрыватель с мгновенным действием или задержкой в 0,05 секунд.
4. ↑  Головной контактный или дистанционный взрыватель с регулируемой задержкой от 2 до 200 секунд.
5. 1 2  Головной дистанционный радиовзрыватель с дублирующим контактным взрывателем мгновенного действия.